# 高橋駅
高橋駅（たかはしえき）は、佐賀県武雄市朝日町大字甘久にある、九州旅客鉄道（JR九州）佐世保線の駅である。

## 歴史
- 1923年（大正12年）8月21日：鉄道省（国有鉄道）の駅として開業[2]。
- 1962年（昭和37年）2月15日：貨物取扱廃止[2]。
- 1972年（昭和47年）4月1日：荷物扱い廃止[4]。無人駅となる[3]。
- 1976年（昭和51年）8月4日：集中豪雨により駅構内が水没。電気系統が使用不能となり全線運休[5]。
- 1987年（昭和62年）4月1日：国鉄分割民営化により、九州旅客鉄道（JR九州）の駅となる[2]。
- 2024年（令和6年）10月3日：ICカード「SUGOCA」の利用を開始[6][7]。

## 駅構造
相対式ホーム2面2線を持つ地上駅。互いのホームは跨線橋で連絡している。1989年（平成元年）にリニューアルされた駅舎は、オランダ風である。汲み取り式の便所がある。
無人駅であるが、自動券売機が設置されている。
西九州新幹線の開業を前に、2022年（令和4年）2月27日より佐世保線の大町駅 - 当駅間が複線化され、当駅は単複境界となった。

## 利用状況
2011年度の1日平均乗車人員は146人である。
| 年度   | 1日平均 乗車人員 |
| ------ | ---------------- |
| 2000年 | 133              |
| 2001年 | 121              |
| 2002年 | 130              |
| 2003年 | 117              |
| 2004年 | 132              |
| 2005年 | 138              |
| 2006年 | 153              |
| 2007年 | 159              |
| 2008年 | 159              |
| 2009年 | 155              |
| 2010年 | 157              |
| 2011年 | 146              |

## 駅周辺
- 武雄自動車学校
- 高橋郵便局
- ザ・ビッグ武雄店
- スーパーセンタートライアル武雄富岡店
- ファッションセンターしまむら武雄店
- TSUTAYA武雄店
- 佐賀県道24号武雄多久線
- 国道498号
- 国道34号
- 長崎自動車道 武雄北方インターチェンジ
- 昭和バス・祐徳バス・温泉タクシー「高橋駅前」バス停 - 駅前県道武雄多久線上。
  - 昭和バス：多久市役所前 - 多久駅北口 - 本多久 - 北方大崎 - 高橋駅前 - 武雄温泉駅前 - 武雄高校前 - 竹下町
  - 祐徳バス：佐賀駅バスセンター - 医療センター好生館 - 徳万 - 山口駅前 - 北方大崎 - 高橋駅前 - 武雄温泉駅前 - 下西山
  - 温泉タクシー：桃川駅 - 若木公民館前 - 高橋駅前 - 武雄温泉駅前

## 隣の駅
九州旅客鉄道（JR九州）
■佐世保線
北方駅 - 高橋駅 - 武雄温泉駅